# Lipschitzallee (metropolitana di Berlino)
La stazione di Lipschitzallee è una stazione della metropolitana di Berlino, sulla linea U7.

## Storia
La stazione di Lipschitzallee fu progettata come parte del prolungamento della linea 7 dall'allora capolinea di Britz-Süd a Zwickauer Damm; tale tratta venne aperta all'esercizio il 2 gennaio 1970.

## Interscambi
- Fermata autobus